# Nadleśnictwo Krosno
Nadleśnictwo Krosno – nadleśnictwo należące do Regionalnej Dyrekcji Lasów Pańsowych w Zielonej Górze, położone na terenie gmin: Bytnica, Cybinka, Krosno Odrzańskie, Łagów, Maszewo, Torzym.
Obejmuje 21 535, 73 ha (215 km²) powierzchni. Lesistość nadleśnictwa wynosi 72%, w porównaniu do lesistości Regionalnej Dyrekcji Lasów Państwowych 48,9%.